# سید مرتضی موسوی
سید مرتضی موسوی (زادهٔ ۱۳۲۸ در الیگودرز) نمایندهٔ حوزهٔ انتخابیهٔ  الیگودرز در دورهٔ هفتم مجلس شورای اسلامی بوده‌است.